# Hermann Rorschach
Hermann Rorschach [IPA: heɐman ʁoɐʃax] (Zúrich, 8 de noviembre de 1884 - Herisau, 2 de abril de 1922) fue un psiquiatra y psicoanalista suizo, conocido sobre todo por la elaboración de la prueba que lleva su nombre, el Test de Rorschach.

## Biografía

### Origen familiar y primeros estudios
Rorschach nació en Suiza, en el seno de una familia con pocos recursos económicos. Su padre era un pintor sin gran éxito en su profesión y que daba clases de pintura en una escuela preparatoria para varones.
Durante sus estudios en la etapa secundaria, Rorschach demostró especial entusiasmo por entintar sobre papel y pegarlo, de tal manera que obtenía formas de pájaros o mariposas, lo cual incluso le valió ser apodado con el nombre de "klecks" que significa «mancha».
Al finalizar la escuela, se interesó por la pintura y comenzó estudios en ciencias naturales, ingresando en la escuela de medicina en 1904. Tras graduarse en 1909 se interesó por la psiquiatría.

### Inicio en el psicoanálisis
En 1911, Rorschach entró en contacto con el psicoanálisis, corriente psicológica y psiquiátrica en boga a principios del siglo XX. Ingresó en la clínica universitaria de Zúrich, “La Burghölzli”, dirigida por Eugen Bleuler. Allí se entusiasmó con las ideas freudianas, mientras se iniciaba en la técnica de la asociación libre. Fue así como empezó a dar mayor importancia al aspecto de la interpretación y el psicodiagnóstico, término que fue el primero en acuñar, basándose en trabajos artísticos realizados por neuróticos y psicóticos sobre su propia habilidad para pintar.

### Desarrollo como psiquiatra
Mientras se encontraba trabajando en un hospital de Suiza, tuvo tiempo para interesarse en las sectas religiosas. Sus investigaciones le permitieron trazar un cuadro general de las sectas religiosas suizas, una síntesis de psicología religiosa, sociología, psicopatología y psicoanálisis. Durante ese intervalo, cuando un colega publicó en 1917 su tesis doctoral sobre una prueba de manchas que había inventado, Hermann Rorschach renovó su interés en su técnica ya utilizada. De esta forma Hermann llegó a utilizar 40 tarjetas, aunque realmente eran 15 las usadas con una mayor frecuencia. Recabó entonces las respuestas de 305 personas a quienes mostraba las tarjetas y les preguntaba ¿qué podría ser esto? La prueba fue aplicada a 117 neuróticos y 118 psicóticos.
Las respuestas subjetivas le facilitaban distinguir entre unos y otros con base a las habilidades perceptuales, inteligencia y características emocionales. Rorschach consideraba esta prueba como un espejo donde la mancha constituye un estímulo óptico, el cual activa imágenes que son proyectadas de vuelta a las manchas. Esto se basa en la tendencia a proyectar interpretaciones y emociones ante estímulos ambiguos; en este caso las manchas.
Así, los observadores son capaces de entrever de manera más profunda rasgos de personalidad e impulsos en la persona que realiza la prueba. Varios colegas de Hermann lo alentaron a publicar estos resultados. El manuscrito que contiene la versión original de las pruebas consiste en 15 tarjetas, pero seis editores las rechazaron, de tal manera que tuvo que reducir el número de tarjetas a diez.
En junio de 1921 finalmente se imprimió su libro, pero la edición de las tarjetas fue insatisfactoria ya que redujeron el tamaño y los colores fueron alterados. Así quedó el modelo de las diez tarjetas que se conoce hoy en día como la prueba de psicodiagnóstico de Rorschach.
En 1922 Hermann Rorschach falleció por peritonitis como consecuencia de una apendicitis mal atendida.

## Test de Rorschach
La prueba es un método proyectivo, en donde la persona debe describir lo que ve en las diez láminas. Algunas de ellas son en blanco y negro y otras en color. La respuesta de cada una es calificada con base a la información que da el paciente, la cual puede incluir forma, color o contenido. La teoría dice que los símbolos que se proyectan sobre la prueba pertenecen tanto al código genético, como a los arquetipos, los cuales son activados por necesidades que se presentan en la vida del individuo. De esta manera los símbolos son frecuentemente factores que despiertan nuestra memoria en un nivel emocional, el cual es medido y codificado en la prueba. Por tal razón esta prueba es hoy en día, a pesar de su antigüedad, una de las más utilizadas.

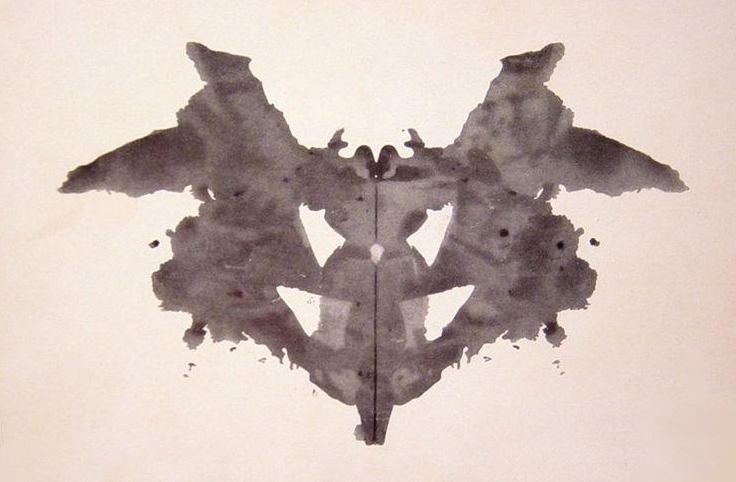
Lámina I
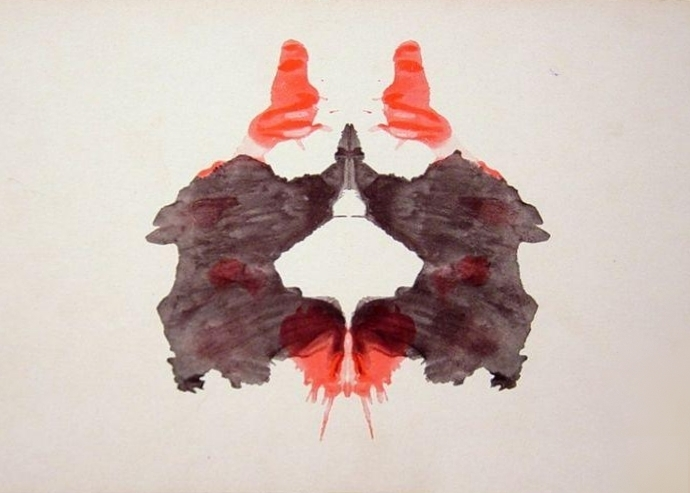
Lámina II
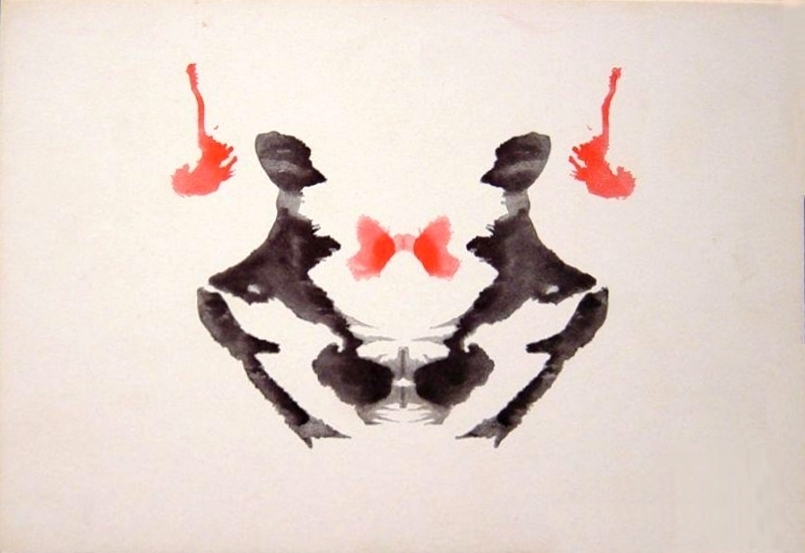
Lámina III
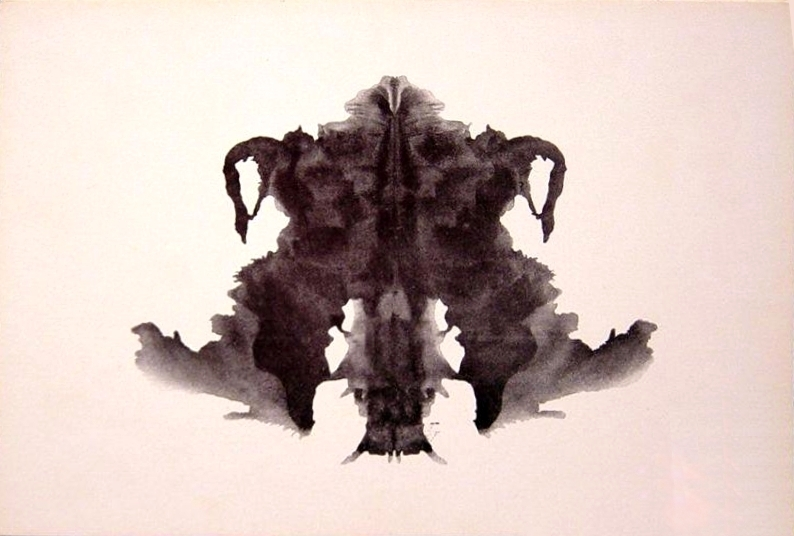
Lámina IV
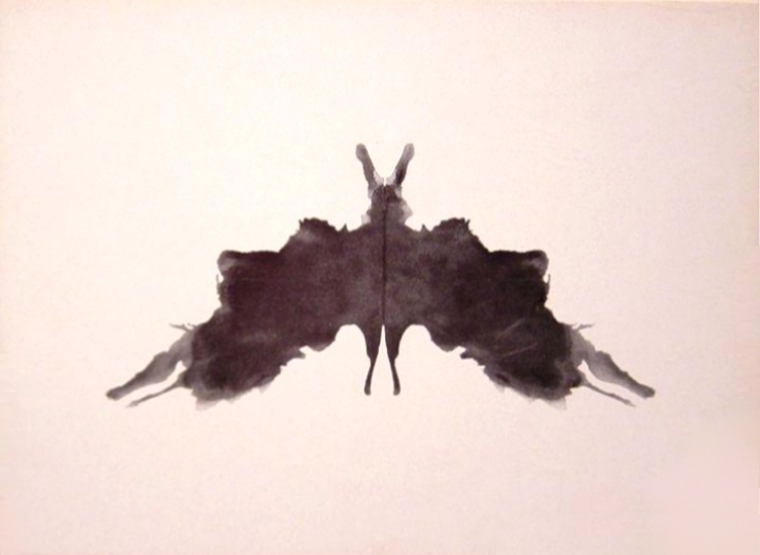
Lámina V
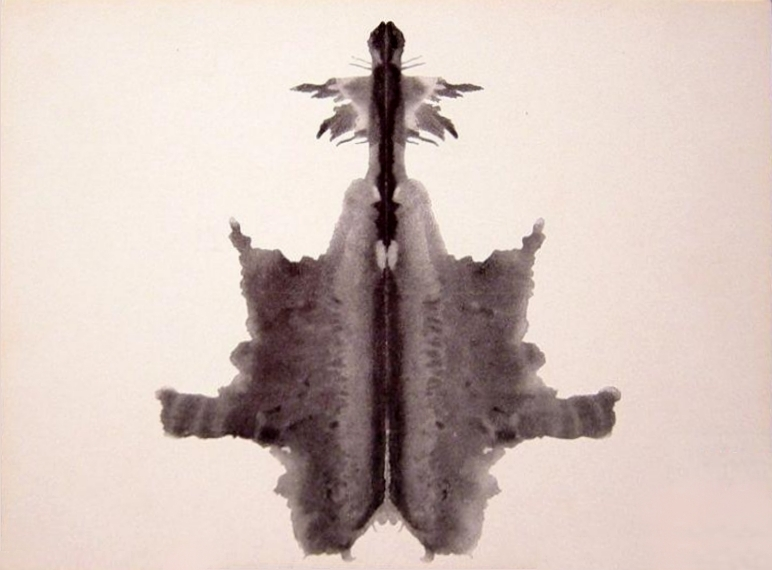
Lámina VI
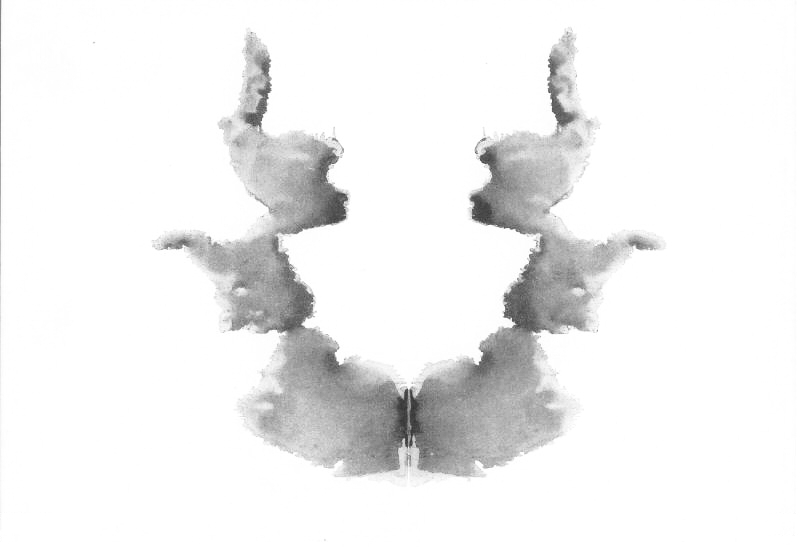
Lámina VII
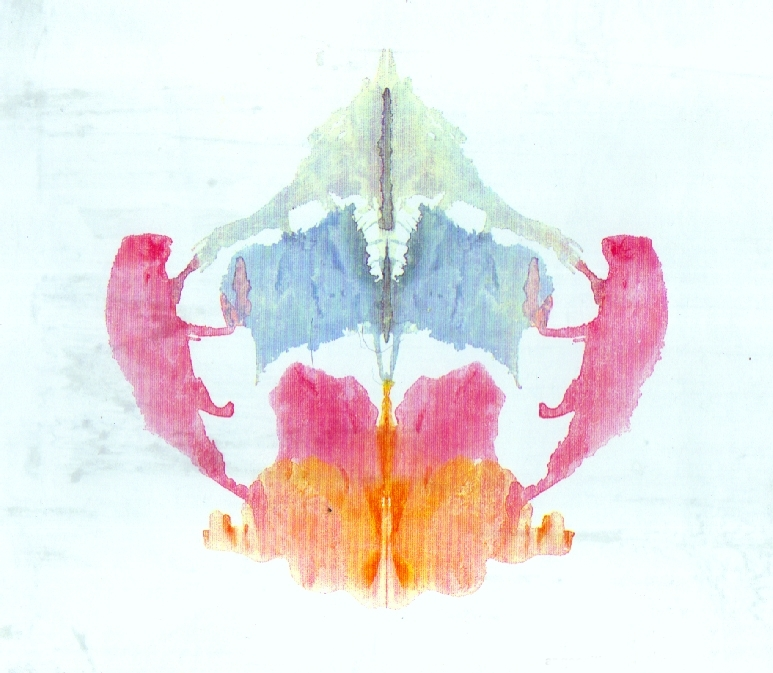
Lámina VIII
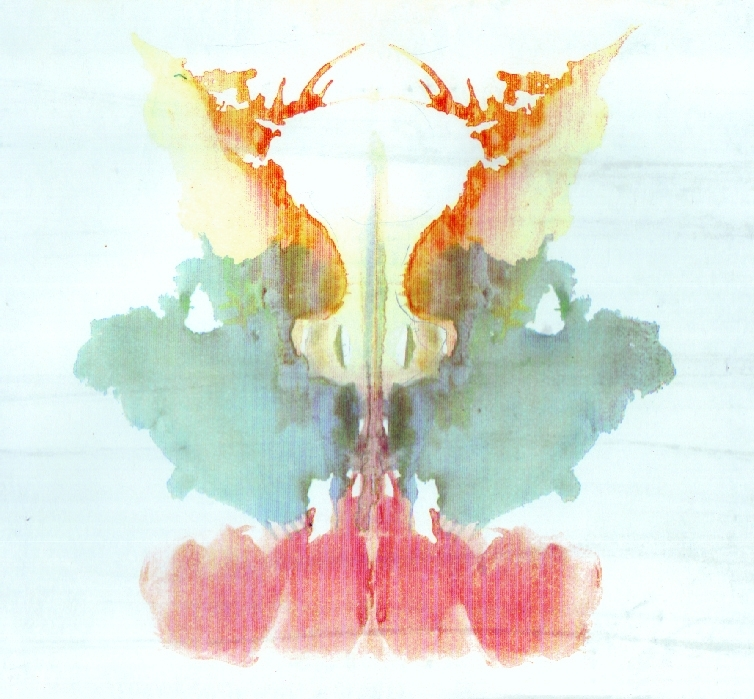
Lámina IX
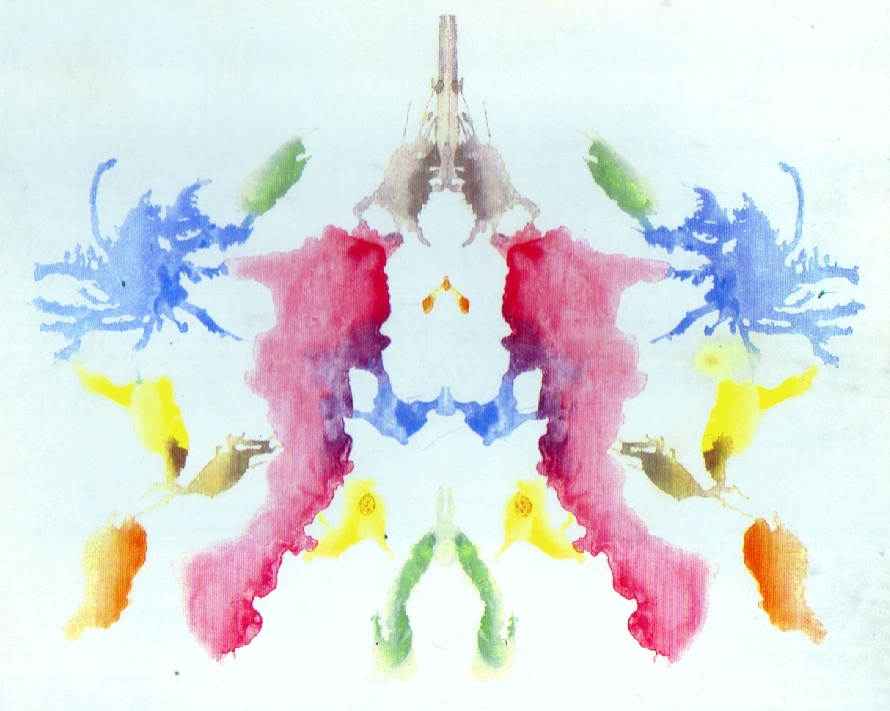
Lámina X

## Obra

### Artículos
- Über „Reflexhalluzinationen“ und verwandte Erscheinungen, Zeitschrift für die gesamte Neurologie und Psychiatrie 13: 357–400, 1912.
- Reflexhalluzinationen und Symbolik, Zentralblatt für Psychoanalyse 3: 121-128, 1912.
- Pferdediebstahl im Dämmerzustand, Archiv für Kriminal-Anthropologie und Kriminalistik 49: 175-180, 1912.
- Ein Beispiel von mißlungener Sublimierung und ein Fall von Namenvergessen, Zentralblatt für Psychoanalyse 2: 403-406, 1912.
- Zur Pathologie und Operabilität der Tumoren der Zirbeldrüse, Beiträge zur klinischen Chirurgie 83: 451-474, 1913.
- Über die Wahl des Freundes beim Neurotiker, Zentralblatt für Psychoanalyse und Psychotherapie 3: 524-527, 1913.
- Analyse einer schizophrenen Zeichnung, Zentralblatt für Psychoanalyse und Psychotherapie 4: 53-58, 1913.
- Analytische Bemerkungen über das Gemälde eines Schizophrenen, Zentralblatt für Psychoanalyse und Psychotherapie 3: 270-272, 1913.
- Assoziationsexperiment, freies Assoziieren und Hypnose im Dienst der Hebung einer Amnesie, Correspondenz-Blatt für Schweizer Ärzte 47: 898-905, 1917.
- Einiges über schweizerische Sekten und Sektengründer, Schweizer Archiv für Neurologie und Psychiatrie 1: 254-258, 1917.
- Weiteres über schweizerische Sektenbildungen, Schweizer Archiv für Neurologie und Psychiatrie 2: 385-388, 1919.
- Ein Mord aus Aberglauben, Schweizer Volkskunde 10: 39-43, 1920.
- Über ein wahrnehmungsdiagnostisches Experiment, Schweizer Archiv für Neurologie und Psychiatrie 6: 360-361, 1920.

### Monografías
- Über Reflexhalluzinationen und verwandte Erscheinungen. Aus der kantonalen Irrenheilanstalt Münsterlingen (Director Dr. U. Brauchli). Julius Springer, Berlín 1912, OCLC 604386455 (disertación, Universidad de Zúrich, Facultad de Medicina 1912/1913).
- Psychodiagnostik : Methodik und Ergebnisse eines wahrnehmungsdiagnostischen Experiments; (Deutenlassen von Zufallsformen); con la prueba asociada de diez paneles multicolores, Ernst Bircher, Berna / Leipzig 1921, OCLC 831762276.

## Cultura popular
- Rorschach es el seudónimo de un héroe de novela gráfica y del filme Watchmen, portando una máscara en la que se pueden ver sombras recordando a las manchas de Rorschach.
- El 8 de noviembre de 2013, Google hizo un doodle en su honor.[3]

### Obra propia en castellano
- Psicodiagnóstico. Paidós. 1987. ISBN 9688530751.
- Obras menores e inéditas. Morata. 1967. ISBN 978-84-7112-038-0.

### Test de Rorschach
- Bohm, Ewald (1998). Manual del psicodiagnóstico de Rorschach. Morata. ISBN 978-84-7112-112-7.
- Exner, John E. (2007). Manual de codificación del Rorschach para el sistema comprehensivo. Madrid: Psimática. ISBN 978-84-88909-24-4.
- — (2005). Principios de interpretación del Rorschach: un manual para el sistema comprehensivo. Madrid: Psimática. ISBN 978-84-88909-13-8.
- Sendin Bande, Concepción (2007). Manual de interpretación del Rorschach. Madrid: Psimática. ISBN 978-84-88909-15-2.

### En inglés
- Hermann Rorschach
- Hermann Rorschach
- The Original Rorschach Website
- The Rorschach Test Archivado el 16 de mayo de 2012 en Wayback Machine.
- The Classical Rorschach

- Datos: Q122279
- Multimedia: Hermann Rorschach / Q122279